# Sinodromus perbrevis
Espèce
Sinodromus perbrevis est une espèce d'araignées aranéomorphes de la famille des Philodromidae.

## Distribution
Cette espèce est endémique de Chine. Elle se rencontre au Jiangxi et au Hunan.

## Description
La femelle holotype mesure 3,52 mm.

## Systématique et taxinomie
Cette espèce a été décrite par Yao et Liu en 2024.

## Publication originale
- Wang, Yao, Tang, Li, Liu & Xu, 2024 : « A new genus, Sinodromus gen. nov., with two new species and the first description of the female of Philodromus guiyang Long & Yu, 2022 (Arachnida, Araneae, Philodromidae) from China. » ZooKeys, vol. 296, p. 279-296 (texte intégral).